# Hans Wojtkowiak
Hans Wojtkowiak (* 1944 in Sławków, Provinz Schlesien) ist ein deutscher Informatiker und Hochschullehrer.

## Leben
Im Jahre 1964 begann Wojtkowiak ein Studium der Nachrichtentechnik an der Technischen Universität Berlin in West-Berlin. Er schloss das Studium 1970 mit dem Diplom ab und wechselte an die Technische Hochschule Karlsruhe, wo er an der Fakultät für Informatik arbeitete. Dort promovierte Wojtkowiak 1973 bei Detlef Schmid mit der Dissertation Beiträge zur Untersuchung der Struktur von Speicherhierarchien und habilitierte sich 1978. Von 1979 bis 1980 arbeitete Wojtkowiak in der Forschungsabteilung von IBM in Yorktown Heights im Staat New York und darauf kurzzeitig bei Siemens in Erlangen. Im Jahre 1981 folgte Wojtkowiak einem Ruf als Professor an die Universität-Gesamthochschule Siegen auf den Lehrstuhl des Instituts für Technische Informatik.

## Lehre und Forschung
Innerhalb der technischen Informatik beschäftigte Wojtkowiak sich schwerpunktmäßig in Lehre und Forschung mit der Schaltalgebra, dem Entwurf integrierter Schaltungen, v. a. rekonfigurierbaren Systemen, z. B. FPGAs, mit eingebetteten System und Mikrocontrollern bis hin zur Halbleitertechnik, wobei besonderer Wert auf Tests, Fehlertoleranz und Zuverlässigkeit gelegt wurde.

## Publikationen
Siehe auch seine Publikationsliste beim DBLP.
- Beiträge zur Untersuchung der Struktur von Speicherhierarchien. Universität Karlsruhe, 1973, DNB 751076856 (Dissertation).
- mit Detlef Schmid, Detlef Senger: Technische Informatik. Teil 1: Grundprinzipien des Entwurfs und der Organisation digitaler Rechenanlagen. Oldenbourg, München 1973, DNB 730328198.
- Register-Transfer-Abläufe auf Netzen. Beschreibung und Synthese. 1979, ISBN 978-3-8107-2035-1.
- Test und Testbarkeit digitaler Schaltungen. Teubner, Stuttgart 1988, ISBN 978-3-519-02263-3.